# NGC 2500
NGC 2500 este o low-surface-brightness galaxy⁠(d) situată în constelația Linxul. A fost descoperită în 1788 de către William Herschel. Se află la o distanță de 15 megaparseci de Pământ.